# Vyšehněvice
Vyšehněvice är en ort i Tjeckien.   Den ligger i regionen Pardubice, i den centrala delen av landet, 80 km öster om huvudstaden Prag. Vyšehněvice ligger 261 meter över havet och antalet invånare är 225.
Terrängen runt Vyšehněvice är huvudsakligen platt. Vyšehněvice ligger uppe på en höjd.Runt Vyšehněvice är det ganska tätbefolkat, med 111 invånare per kvadratkilometer. Närmaste större samhälle är Pardubice, 15,3 km öster om Vyšehněvice. Omgivningarna runt Vyšehněvice är en mosaik av jordbruksmark och naturlig växtlighet.